# Fanny Rosanier
Fanny Rosanier (São Petersburgo) é uma artista plástica.
Nasceu no seio de uma família de artistas e coleccionadores russos (uma importante doação Rosanier figura no Museu do Louvre).
Durante a sua estadia na América Latina interessou-se pelos estudos de vulcanologia e sismologia e foi onde realizou a sua primeira exposição individual em 1959. 
Mais tarde fixou a sua residência em Nice (França), de onde a sua arte alcançou uma projecção internacional. Morreu em Nice, deixando mais de quinhentas obras. 

## Exposições
- Galeria "Van Riel". Buenos Aires (Argentina) 1959;
- Museu Municipal. Buenos Aires (Argentina) 1960;
- Museu Municipal. Tandil (Argentina) 1960;
- Meeba Associação de Arte. Buenos Aires (Argentina) 1961;
- Museu Sivori. Buenos Aires (Argentina) 1962;
- Seleccionada no Grande Prémio Internacional "Bosio". (Mónaco) 1963;
- Seleccionada no Grande Prémio de S. Paulo (Brasil) 1963;
- Museu de Arte Moderna de Paris (Salon d'Hiver) 1963;
- Museu de Arte Moderna de Paris (Surindependants) 1963;
- Galeria "L'Union des Artistes" Paris (França) 1963 e 1964;
- Paiais de Ia Mediterranée. Nice (França) 1963;
- "Salon dés Independants". Levens (França) 1963;
- Grande Prémio "Côte d'argent". Arcachon (França) 1963;
- Caen (França) 1963;
- L'lle - súr - Sorgue (França)1963;
- Galeria "Inspiratión". Nice (França) 1964;
- "Salle Bréa". Nice (França) 1964;
- Hotel Régina et du Golf. Biarritz (França) 1965;
- Sétima Bienal de Pintura de Menton (França) 1968;
- Exposição Itinerante nos Estados Unidos: New York, Kentucky, Louisville, Boston, Las Vegas, 1969;
- Hotel Holiday Inn. Montecarlo, 1972 e 1973;
- Exposição Retrospectiva Pictórica de Fanny Rosanier. "Chapelle de Sta. Maria de Olivo". Beaulieu-sur-Mer (França) 1988;
- Póstumamente na Comunidade de Madrid, e em Mértola (Portugal), 1999;